# Foron du Reposoir
Pour les articles homonymes, voir Foron.
Le Foron du Reposoir est un torrent de France situé dans les Alpes, en Haute-Savoie.

## Géographie
Prenant sa source dans la chaîne des Aravis, il traverse le village du Reposoir et se jette dans l'Arve en aval de Cluses. Il est formé du Grand Foron, qui descend du col de la Colombière, et du Petit Foron, qui nait à la tête des Annes, réunis au Reposoir.

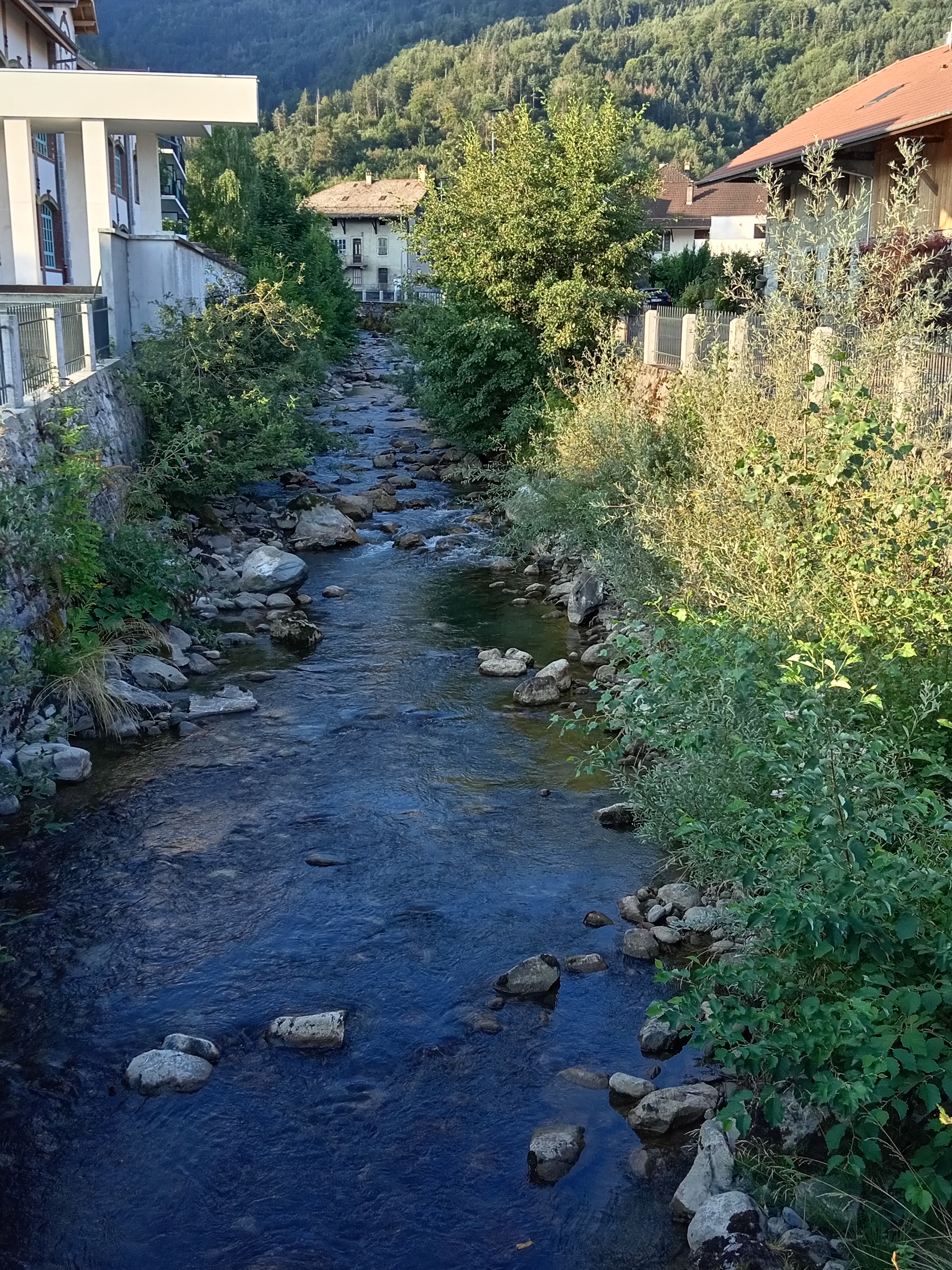
Le Foron du Reposoir à Scionzier.

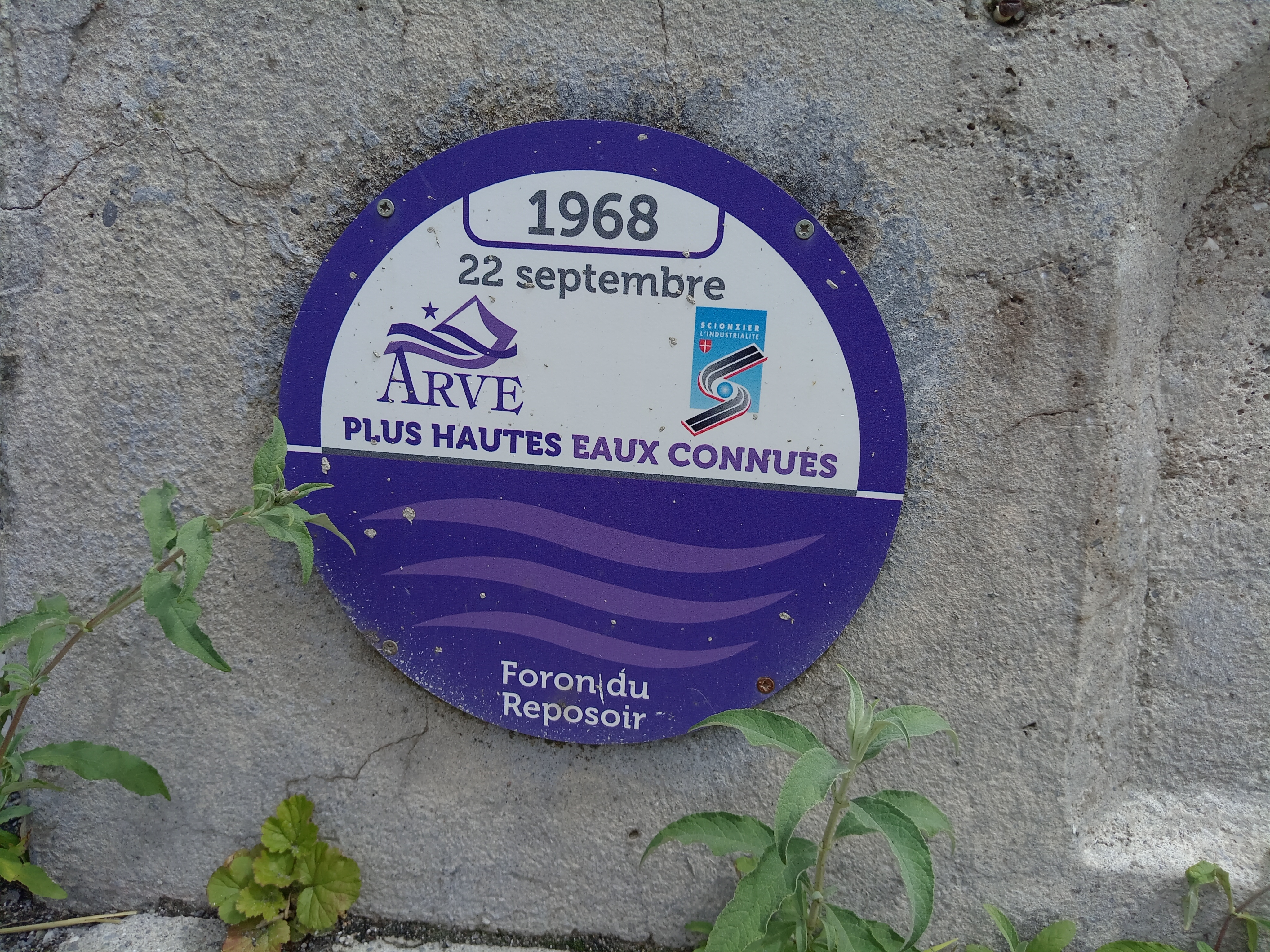
Repère de la crue du 22 septembre 1968 du Foron du Reposoir à Scionzier.